# Tripterocladium
Tripterocladium là một chi rêu trong họ Lembophyllaceae.